# Киндербойерн
Киндербойерн (нем. Kinderbeuern) — община (коммуна) в Германии, в земле Рейнланд-Пфальц.
Входит в состав района Бернкастель-Витлих. Подчиняется управлению Крёф-Баузендорф. В состав общины входят населённые пункты Киндербойерн и Хетцхоф. Община расположена на реке Альф.
Население составляет 1040 человек (на 31 декабря 2013 года). Занимает площадь 5,56 км².
Киндербойерн впервые упоминается в 1296 году.